# Битка при Струмица
Битката при Струмица през август 1014 г. е част от войните на цар Самуил с Византия. Непосредствено след поражението си край Беласица български войски, предвождани от Самуиловия син Гаврил Радомир, разгромяват отряд на солунския дук Теофилакт Вотаниат, който е убит в сражението. След гибелта му византийският император Василий II е принуден да се оттегли от България, без да използва успеха си в Беласишката битка.

## Поражението на Вотаниат
След победата си на 29 юли 1014 г., когато унищожава значителна част от българската войска, Василий II превзема една малка крепост недалеч от Струмица. Самата Струмица остава в български ръце. Затова императорът изпраща Теофилакт Вотаниат с войска да разчисти загражденията южно от града, поставени от българите преди началото на византийското нашествие. Ако Вотаниат се справи със задачата си пътят на византийската армия към Солун ще бъде открит.
| “                                                                   | Този тръгнал и българите, които пазели тези места, го пропуснали да преминава навсякъде безпрепятствено по пътя. Но когато се канел да се върне отново при императора, след като изпълнил заповедите му, той попаднал на поставените за тази цел засади, чакащи в една дълга теснина. Като навлязъл в нея, заобиколен отвред и обсипан отгоре с камъни и стрели, той паднал убит, без някой да може да му помогне... | ” |
| —Йоан Скилица, Подбрани извори за българската история, т. II, с. 66 | |   |

Историкът Васил Златарски посочва мястото на битката в Костуринския проход между планините Беласица и Плавуш при днешното село Костурино. Попаднали в тясно и мъчно проходимо пространство, византийците нямат възможност за организирана защита и са разбити. Голяма част от войската е избита заедно с пълководеца ѝ. Съгласно прибавките на епископ Михаил Деволски (живял през XII в.) към хрониката на Скилица Теофилакт е убит от българския престолонаследник Гаврил Радомир, който пробожда противника си с копие. При вестта за това неочаквано и голямо поражение Василий II не се решава да продължи по замисления маршрут към Солун и се оттегля на изток по долината на Струмешница. За да сломи българите, императорът заповядва да бъдат ослепени войниците, пленени в битката при Беласица, и ги изпраща при цар Самуил.